# خالد عيسى
خالد عيسى (مواليد 15 سبتمبر 1989) هو لاعب كرة قدم إماراتي يجيد اللعب كحارس مرمى لصالح نادي العين ومنتخب الإمارات العربية المتحدة.

## إنجازات
الجزيرة
- الدوري الإماراتي : 2010–11
- كأس رئيس الدولة : 2010–11، 2011–12

 العين
- الدوري الإماراتي : 2014–15، 2017–18، 2021–22
- كأس رئيس الدولة : 2015–14، 2017–18
- كأس رابطة المحترفين الإماراتية : 2021–22
- كأس السوبر الإماراتي : 2015
- دوري أبطال آسيا : 2024
- كأس العالم للأندية المركز الثاني : 2018

### المنتخب
الإمارات
- كأس الخليج العربي (1): 2013
- كأس آسيا المركز الثالث : 2015

## روابط خارجية
- خالد عيسى على موقع الاتحاد الدولي (مؤرشف)  (الإنجليزية)
- خالد عيسى على موقع إي إس بي إن إف سي (الإنجليزية)
- خالد عيسى على موقع قاعدة بيانات كرة القدم.إي يو (الإنجليزية)
- خالد عيسى على موقع ناشيونال فوتبول تيمز (الإنجليزية)
- خالد عيسى على موقع Soccerway.com (الإنجليزية)
- خالد عيسى على موقع عالم كرة القدم.نت (الإنجليزية)
- خالد عيسى على موقع كووورة
- خالد عيسى على موقع أوليمبيديا (الإنجليزية)